# Комутациони уређаји
Комутациони уређаји  су посебни уређаји који се користе у телефонским централама. Сваки комутациони уређај садржи одговарајући број улаза и излаза који се галвански могу спојити помоћу комутационих елемената.

## Типови
Постоје 4 типа комутационих уређаја :

### Телефонска релеа
Телефонска релеа (или комутациона релеа) је комутациони уређај који има 1 улаз и 1 излаз. Као елеменат за преспајање улаза са излазом користи се контакт релеа.

### Електромеханички бирач
Електромеханички бирач је комутациони уређај који има 1 улаз и М излаза (М > 2). Он омогућ вишеполно проспајање улаза са било којим од М излаза. Он се још назива и комутациони уређај типа 1XM. Он поседује индивидуалне управљачке уређаје помоћу којих обавља преспајање између улаза и излаза. Постоји 2 врсте електромеханичких бирача :  

#### Обртни
Обртни бирачи се састоје из 3 дела :
- Контактно поље
- Обртни део са ручицама
- Механизам за покретање

Контактно поље је у облику кружног лука и садржи контактне ламеле на које се прикључују излази, а које су распоређене у више редова. Број ламела у једном реду зависи од броја излаза из бирача.

#### Подизно-обртни
Подизно-обртни бирачи су бирачи са два кретања .

### Координатна склопка
Координатна склопка је комутациони уређај који има А улаза и Т излаза. У овом случају, сваком од А улаза је доступан само део од Т излаза (доступни су му само тачно одређени излази). Ова склопка се користи за израду регистарско-маркерских система. За разлику од електромеханичких бирача овде се преспајање врши помоћу контакта релејног типа на основу притиска које производе котве од говорних електромагнета. Основну конструктивну целину у оквиру координатне склопке чини вертикална јединица названа вертикала. Процес преспајања кроз координатну склопку обавља се у 2 фазе :
1) Активирањем електромагнета хоризонтале чији се број поклапа са бројем комутирајућих излаза.
2) Активирњем електромагнета вертикале на коју је прикључен комутирајући улаз.

### Комутациона матрица
Комутациона матрица је комутациони уређај који садржи А улаза и О излаза. Омогућује проспајање било којег од А улаза са сваким од О излаза. Она се најчешће прави помоћу одговарајућих врста релеа. Ове матрице се користе у полуелектронским системима телефонских централа.

Сваки од наведених типова комутационих уређаја има одговарајућа кола и одговарајући број улаза и излаза.